# Louise Labé

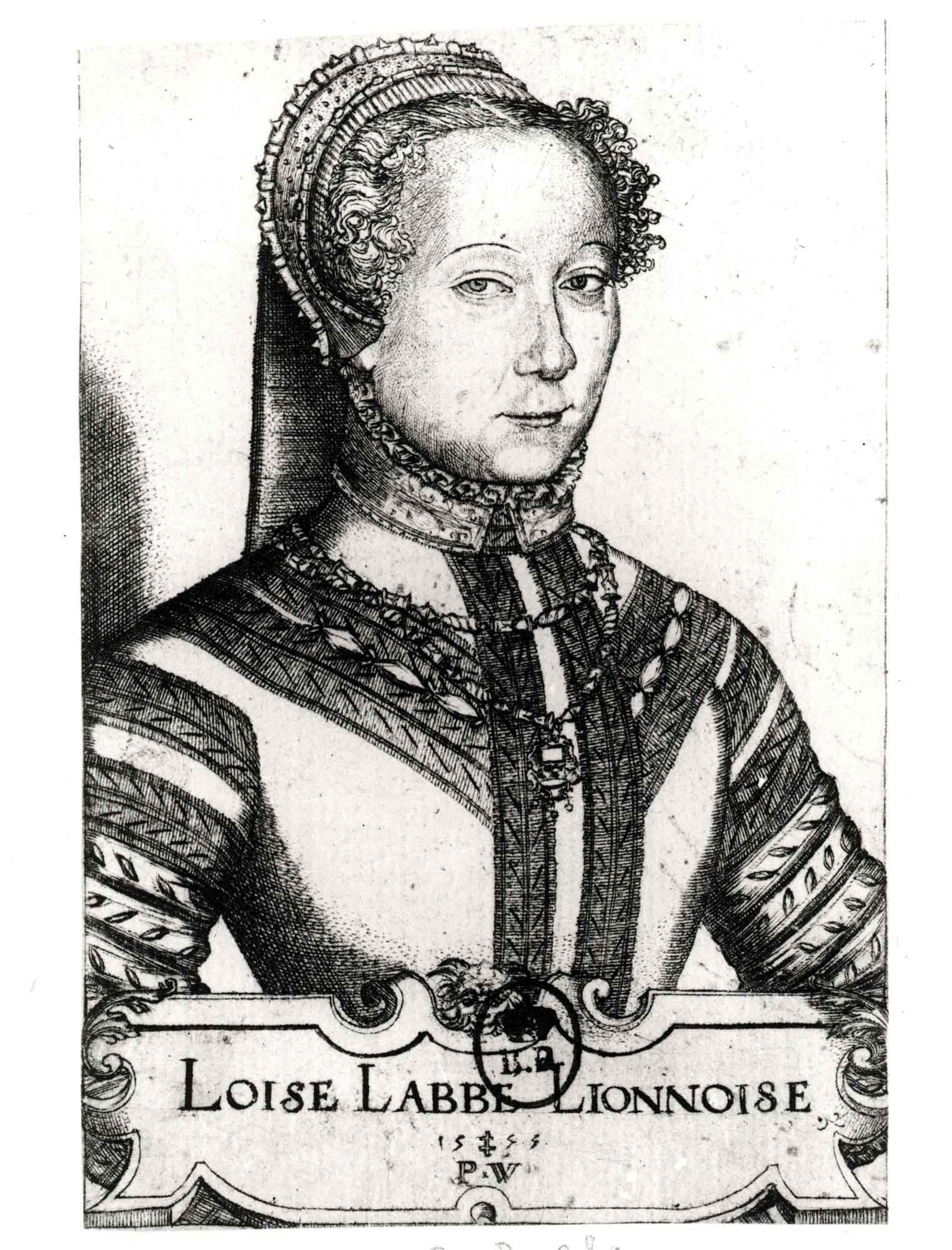
Louise Labé – Kupferstich von Pierre Woeiriot de Bouzey (1555)

Louise Labé, auch Louize Labé (* ca. 1524 in Lyon; † 25. April 1566 in Parcieux-en-Dombes bei Lyon) war eine französische Autorin. Zu ihren Lebzeiten vor allem als emanzipierte Frau avant la lettre bekannt, gilt sie seit ihrer Wiederentdeckung gegen Ende des 18. Jahrhunderts als eine der bedeutendsten französischen Lyrikerinnen.

## Leben und Werk
Louise Labé war Tochter aus der zweiten Ehe des wohlhabenden Seilfabrikanten Pierre Charly, genannt L’abbé oder Labé, und wuchs im damals wirtschaftlich und intellektuell prosperierenden Lyon auf. Sie erhielt eine für eine junge Bürgerliche der Zeit vorzügliche und vielseitige Bildung und lernte nicht nur mehrere Sprachen und die Laute spielen, sondern auch – wenn man ihrer dritten Elegie glaubt – kunstvoll zu sticken, zu reiten und sogar zu fechten. Sie wurde sehr jung mit einem deutlich älteren reichen Seilfabrikanten verheiratet und hieß fortan „la Belle Cordière“, die schöne Seilerin.
In ihrem Salon versammelte sie die Lyoneser Schöngeister und Literaten, z. B. den bekannten Lyriker Maurice Scève, ließ sich von ihnen anhimmeln und animierte sie, über alle Aspekte der Liebe und nicht zuletzt auch über die Stellung und Rolle der Frau in Dichtung und Gesellschaft zu diskutieren und zu schreiben. Auch selbst schrieb sie zumindest gelegentlich. Nach ihrer frühen Verwitwung stellte sie 1555 einen Sammelband zusammen und brachte ihn bei dem bekannten Lyoneser Drucker Jean de Tournes heraus unter dem Titel Œuvres de Louise Labé, Lyonnaise.
Der schmale Band enthält neben 24 Gedichten befreundeter Autoren drei Komplexe: den Prosatext Le Débat d'Amour et de Folie, einen, wie der Titel andeutet, unernsten Disput zwischen Amor und der Torheit samt Plädoyers von Apollon und Merkur sowie dem Schiedsspruch Jupiters, weiter drei kürzere Elegien im Stil Clément Marots und vor allem die berühmten 24 Sonette, deren drei oder vier schönste zu den besten Gedichten in französischer Sprache gerechnet werden. Sie handeln von der Leidenschaft eines mit der Autorin selbst identisch suggerierten weiblichen Ich zu einem seinerseits als eher lau erscheinenden fernen Geliebten – hinter dessen Figur sich wohl der heute praktisch unbekannte Literat Olivier de Magny verbirgt, der sich auf der Durchreise von Paris nach Rom eine Weile in Lyon aufgehalten hatte. Obwohl sie formal und ideell gänzlich den petrarkistischen Dichtungskonventionen der Epoche entsprechen, wirken die Sonette, wie stellenweise auch die Elegien, insgesamt ungewöhnlich bekenntnishaft und authentisch, so dass sie auch moderne Leser ansprechen können.
Um 1560 zog sich Labé auf ein Landgut nahe Lyon zurück, wo sie relativ jung verstarb. Ihr Testament ist eines der wenigen Dokumente, die aus ihrem Leben erhalten sind.

## Nachleben
Nachdem die Œuvres bald nach ihrem Erscheinen mehrfach, auch an anderen Orten, nachgedruckt worden waren, geriet Labé schon im späten 16. Jahrhundert in Vergessenheit. Eine Ursache waren sicher die 1562 ausgebrochenen, lange anhaltenden Religionskriege und die damit verbundenen Wirren. Ein anderer Grund war vielleicht, dass der Reformator Johannes Calvin, der wohl im nahen Genf von ihr gehört hatte, sie um 1560 wegen ihres unkonventionellen und selbständigen, für eine Frau leicht als unschicklich empfundenen Lebenswandels als „ordinäre Hure“ (plebeia meretrix) geschmäht hatte. Ihre Wiederentdeckung wurde von einer Neuausgabe ihres Werkes um 1760 eingeleitet. Seitdem gilt sie neben Maurice Scève als die bedeutendste Vertreterin der um 1550 blühenden sogenannten Lyoneser Dichterschule.
In Deutschland ist sie nicht unbekannt dank der allerdings recht freien Übertragungen ihrer Sonette durch Rilke 1917. Zurzeit sind gleich zwei neuere deutsche Übertragungen mit kompetentem Nach- bzw. Vorwort erhältlich. Die Nachdichtung von Paul Zech (postum 1947 u. ö.) beruht auf der Übertragung Rilkes. Der 12-teilige Zyklus Sonette einer Verschmähten von Rudolf G. Binding ist ebenfalls keine Übertragung, sondern sichtlich von der Labé-Figur Rilkes inspiriert. Eine 2019 erschienene zweisprachige Werkausgabe enthält erstmals das Streitgespräch zwischen Folie und Amor in deutscher Übersetzung.
Auch in andere Sprachen wurden die Sonette Labés im 19./20. Jahrhundert erstaunlich oft übertragen.
2006 stellte die Pariser Literaturhistorikerin Mireille Huchon die These auf, dass die unter Labés Namen gedruckten Werke in Wahrheit nicht von ihr selbst verfasst seien, sondern von anderen Lyoneser Autoren (z. B. der Débat von Scève und die Sonette von Magny). Die These ist jedoch angesichts des Fehlens von einschlägigen Dokumenten oder Zeugnissen ebenso schwer zu erhärten wie zu widerlegen. Zu einem angemessenen Verständnis der Texte führt sie nicht.

## Ausgaben
- Die vierundzwanzig Sonette. Übertr. Rainer Maria Rilke. Insel-Bücherei, 222. Leipzig 1917 und öfter. Die zweisprachige Ausgabe enthält auch die Originaltexte in der Version von 1555.
- Sonette der Louize Labé. Übertr. Emmy Wolff, in dies. (Hrsg.): Frauengenerationen in Bildern. Herbig, Berlin 1928, S. 11–14 (nur Nr. 2, 6, 8, 13, 14 und 18)
- Die Sonette der schönen Seilerin. Übers. Marcel B. Schmitt. Yin Verlag, München 1951
- Das lyrische Gesamtwerk. Übertragen von Franz von Rexroth. Französisch-deutsche Ausgabe. Limes, Wiesbaden 1956.
- Die Sonette und Elegien der Louïze Labé. Übertr. und Einführung Max Rieple. Steinklopfer, Fürstenfeldbruck 1957 u. ö.
- Die Liebesgedichte einer schönen Lyoneser Seilerin namens Louize Labé. Den vierundzwanzig Sonetten der Erstausgabe von 1555 deutsch nachgedichtet von Paul Zech. Mit einem grafischen Zyklus von Regine Grube-Heinecke. Nachwort von Victor Klemperer. Greifenverlag zu Rudolstadt 1978
- Sonette und Elegien. Übers. Monika Fahrenbach-Wachendorff. Nachwort und Anmerkungen Elisabeth Schulze-Witzenrath. Französisch-deutsche Ausgabe. Narr, Tübingen 1981 u. ö. ISBN 978-3-87808-964-3
- „... so viele Fackeln mir, die ich schon brenne.“ Die 24 Sonette der Louise Labé (1555). Übers. Ingeborg Vetter. Vorwort Ursula Hennigfeld. Edition Signathur, Dozwil 2012, ISBN 978-3-908141-72-3
- Torheit und Liebe. Die Werke der Louise Labé. Aus dem Mittelfranzösischen übersetzt von Monika Fahrenbach-Wachendorff. Secession Verlag für Literatur, Zürich 2019, ISBN 978-3-906910-68-0

## Vertonungen
- Marc-André Dalbavie (6) Sonnets de Louise Labé pour contreténor et orchestra, 2008
- Michel Decoust 7 Chansons Erotiques für Sopran und Klavier nach Louise Labé u. a., 1986
- Walther Prokop O Venus in den Himmeln sechs Sonette für dreistimmigen Frauenchor, 2002
- Wolfgang Schoor Lyoneser Konzert für Sopran, Streichquartett und Klavier nach Sonetten der schönen Seilerin, 1981
- Aribert Reimann Neun Sonette der Louïze Labé für Mezzosopran und Klavier, 1986
- Tilo Medek Die Liebesgeschichte einer schönen Lyoneser Seilerin namens Louize Labe. Zehn Chansons mit Gitarrenbegleitung, 1967–1970
- Viktor Ullmann Six Sonnets de Louïze Labé op. 34 für Sopran und Klavier, 1941
- Max Baumann Die schöne Seilerin, 5 Sonette der Louize Labé für Sopran, Flöte, Klarinette, Violine und Kontrabass, 1984